# Greg Stewart
Gregory Everett Stewart Nichols, més conegut com a Greg Stewart, (Nova York, 2 de setembre de 1960 - Miami, Florida, 19 de gener de 2018) va ser un jugador de bàsquet professional de nacionalitat nord-americana i passaport espanyol, ja que va desenvolupar a Espanya pràcticament tota la seva carrera professional. Amb 2,04 metres d'altura ocupava la posició de pivot.

## Carrera esportiva
Després de formar-se com a jugador a la Universitat de Tulsa va ser triat en la quarta ronda del drat de l'NBA de 1982 pels Boston Celtics. La temporada 1982-83 decideix donar el salt a Europa i fitxa pel Club Bàsquet Saragossa. La temporada 1983-84 debuta a l'ACB en fitxar pel Joventut Massana, club al que tornà dues temporades després de jugar un any al Hapoel Galil Elyon de la lliga israeliana. La temporada 86-87 se'n va anar a jugar al Las Palmas, de Primera B, equip amb el qual ascendí a l'ACB en dues ocasions. El 1992 fitxà pel BFI Granollers, de l'ACB, abans d'encetar uns anys en categories inferiors jugant a Fuerteventura i novament Las Palmas. Després d'un any sabàtic, en la temporada 96-97, va tornar a l'ACB per jugar al Cáceres CB. Terminà la seva carrera esportiva la temporada 1999-2000 al Ciudad de Las Palmas de la Lliga EBA.
Va morir a Miami el 19 de gener de 2018 després d'una llarga convalescència a conseqüència d'un infart patit al juliol de 2016. El 5 de març de 2018 el CB Gran Canària li va retre un homenatje retirant el número 11 que va lluir durant 6 temporades a l'equip canari.